# Macquartia nudigena
Macquartia nudigena är en tvåvingeart som beskrevs av Louis-Paul Mesnil 1972. Macquartia nudigena ingår i släktet Macquartia och familjen parasitflugor. Arten är reproducerande i Sverige. Inga underarter finns listade i Catalogue of Life.